# Elektroplaner
Elektroplaner ist in der Schweiz ein Beruf in dem Elektrische Anlagen geplant und auch projektiert oder geleitet werden.

## Arbeitgeber
Mögliche Arbeitgeber und Ausbildungsbetriebe sind Elektroinstallationsfirmen, Elektroingenieurbüros und Elektrizitätswerke.
Der Hauptarbeitsplatz ist im Büro, aber ein Elektroplaner muss regelmässig auch Baustellen begehen, um Abklärungen zu machen.

## Ausbildung

Karriere als Elektroplaner in der Schweiz

### Elektroplaner EFZ
Elektroplaner EFZ ist ein Lehrberuf in der Schweiz. Die Ausbildung dauert 4 Jahre.
Die drei Ausbildungsorte sind Betrieb, Berufsfachschule und überbetriebliche Kurse.
Die Ausbildung umfasst ein sechsmonatiges Installationspraktikum.
Ausgebildete Elektroinstallateur und Telematiker können eine verkürzte Lehrzeit von zwei Jahren nutzen.

### Eidgenössischer diplomierter Elektroplaner
Eidg. dipl. Elektroplaner übernehmen das Projektmanagement und Führungsverantwortung. Sie sind fachkundig im Sinne der Niederspannungsverordnung.
Die Prüfung zum eidg. dipl. Elektroplaner ist eine höhere Fachprüfung. Voraussetzung ist u. a. die bestandene Höhere Fachprüfung als eidg. dipl. Elektroinstallateur.

## Weiterbildungsmöglichkeiten
- Verkürzte Ausbildung in verwandten Berufen
  - Elektroinstallateur
  - Telematiker
- Berufsprüfung
  - Elektro-Projektleiter
  - Elektro-Sicherheitsberater
  - Telematik-Projektleiter
- höhere Fachprüfung
  - dipl. Elektroinstallateur
  - dipl. Elektroplaner
  - dipl. Telematiker
- Studium
  - Techniker HF
  - Ingenieur FH (Berufsmatura oder bestandene Aufnahmeprüfung vorausgesetzt)
    - BSc Gebäude-Elektroengineering